# Meaty Beaty Big and Bouncy
Meaty Beaty Big and Bouncy è la terza compilation del gruppo rock britannico The Who, pubblicata nel 1971. Include alcuni brani provenienti da alcuni singoli non contenuti in precedenti album del gruppo. 

## Storia
I brani vennero selezionati da Pete Townshend. Il titolo si riferisce ai quattro elementi del gruppo: "meaty" (atletico, Roger Daltrey), "beaty" (pulsante, Keith Moon), "big" (grande, John Entwistle) e "bouncy" (saltellante, Pete Townshend).
Tranne due tracce, Boris the Spider e I'm a Boy, ogni canzone sull'album era stata già pubblicata su singolo in Gran Bretagna e, con l'eccezione di A Legal Matter, Magic Bus e The Seeker, erano tutte state nella Top 10 in classifica. Happy Jack, I Can See for Miles, Magic Bus, e Pinball Wizard erano stati nella top 40 negli Stati Uniti. Boris the Spider, brano scritto da John Entwistle, è tratto dall'album A Quick One, mentre I'm a Boy è una versione alternativa più lunga e lenta incisa due mesi dopo quella pubblicata su singolo.
Il manager della band Kit Lambert cercò di far modificare l'ordine delle tracce ma non venne accontentato in quanto erano state già stampate numerose copie della raccolta.
La versione originale in vinile include una versione alternativa in studio del brano Magic Bus in "falso" stereo, che non venne inclusa nella ristampa in formato compact disc.
Nel 2017 la Polydor Records ha pubblicato una versione rimasterizzata in vinile a 180 grammi. Questa edizione include gli stessi missaggi delle canzoni presenti nella versione originale del 1971.

## Copertina
Nella copertina i membri del gruppo (a colori) da una finestra osservano quattro ragazzi (in bianco e nero) vestiti con abiti tipici degli anni '50, mentre nel retro della copertina sono i ragazzi dalla finestra a guardare i membri della band sui gradini di una casa suburbana. Uno dei quattro bambini è il fratello più piccolo di Bill Curbishley, uno dei manager della band, Paul Curbishley.
La foto panoramica della copertina interna è un esterno del Railway Hotel, un pub che si trovava nei pressi della stazione Harrow and Wealdstone a Londra. Il Railway Hotel era un popolare ritrovo per i mod e spesso il gruppo vi si esibì ad inizio carriera, fu qui che Kit Lambert, futuro manager del gruppo, vide per la prima volta il gruppo, e fu sempre qui che Pete Townshend ruppe accidentalmente il manico della sua chitarra colpendo il soffitto in risposta alle risate degli spettatori e dando vita alla tradizione di distruggere la strumentazione durante i concerti, abitudine che mantenne per anni durante i concerti dal vivo. Il Railway Hotel andò distrutto in un incendio nel marzo 2000, dopo essere rimasto abbandonato per anni. Il sito è ora occupato da due blocchi di appartamenti, chiamati "Moon House" e "Daltrey House" a ricordo dei membri della band.

## Tracce
- Tutti i brani sono scritti da Pete Townshend eccetto ove specificato diversamente.

Lato A
1. I Can't Explain - 2:05
2. The Kids Are Alright - 2:45
3. Happy Jack - 2:12
4. I Can See for Miles - 4:06
5. Pictures of Lily - 2:43
6. My Generation - 3:18
7. The Seeker - 3:11

Lato B
1. Anyway, Anyhow, Anywhere (Daltrey-Townshend) - 2:42
2. Pinball Wizard - 2:59
3. A Legal Matter - 2:48
4. Boris the Spider (Entwistle) - 2:28
5. Magic Bus - 3:21
6. Substitute - 3:49
7. I'm a Boy (versione alternativa) - 3:41

## Formazione
- Roger Daltrey - voce
- Pete Townshend - chitarra, tastiere, voce
- John Entwistle - basso, corno francese, voce
- Keith Moon - batteria, percussioni
- Nicky Hopkins - tastiere, pianoforte